# Nikola Ogrodníková
Nikola Ogrodníková (* 18. srpna 1990 Ostrava) je česká atletka závodící v hodu oštěpem, bývalá sedmibojařka.
S atletikou začínala v klubu Atletika Poruba a posléze byla členkou SSK Vítkovice. V roce 2018 přešla do pražského klubu ASC Dukla. Jejími trenéry byli přibližně v letech 2000–2006 Stanislav Šuška, 2007–2011 Aleš Duda, 2011–2015 znovu Stanislav Šuška. Do roku 2019 byla svěřenkyní Vítězslava Veselého (který zároveň aktivně závodil), poté do roku 2023 trénovala ve skupině Jana Železného, posléze se začala připravovat sama, bez oficiálního trenéra.
Do roku 2019 byl jejím partnerem oštěpař Vítězslav Veselý, od roku 2022 je jejím partnerem hokejista Petr Vrána.

## Sportovní kariéra
První mezinárodní úspěchy slavila v roce 2007 v sedmiboji. Na mistrovství světa do 17 let skončila sedmá, na mistrovství Evropy do 17 let pak vybojovala bronzovou medaili. O rok později na mistrovství světa juniorů obsadila 8. příčku v oštěpu a 22. v sedmiboji, od té doby se věnuje především hodu oštěpem.
Na velké seniorské akci poprvé postoupila z kvalifikace v roce 2018 na ME v Berlíně. Ve finále pak získala stříbrnou medaili. V témže roce byla vyhlášena Atletkou roku. Na mistrovství Evropy postoupila do finále ještě dvakrát, v roce 2022, kdy zůstala na 12. místě, a v roce 2024, kdy obsadila pátou příčku.
Na mistrovství světa se do finále probojovala dvakrát, v letech 2019 (11. místo) a 2022 (8. místo). 
Na Evropských hrách 2023 vybojovala stříbro.
Na Letních olympijských hrách 2020 obsadila 16. místo (a nepostoupila tak do finále), na LOH 2024 získala bronzovou medaili.

## Osobní rekordy
- sedmiboj – 5 607 b., Hengelo, 19. 7. 2007
- hod oštěpem – 67,40 m, Offenburg, 26. 5. 2019